# Callosa de Segura
Callosa de Segura è un comune spagnolo situato nella comunità autonoma Valenciana.